# 1876 en Italie
Chronologie de l'Italie
- 1872
- 1873
- 1874
- 1875
- 1876
- 1877
- 1878
- 1879
- 1880

Chronologie de l'Europe

## Événements
- 5 mars : parution à Milan du premier numéro du quotidien Corriere della Sera[1].
- 14 mars : ouverture de la bibliothèque nationale centrale de Rome[2].
- 15 mars - 17 juin : procès à Bologne des chefs « internationalistes » d'organisations ouvrières et anarchistes, tous acquittés. Parmi les accusés, Andrea Costa qui sera le premier député socialiste au Parlement italien[3].
- 16 mars : le gouvernement Minghetti annonce que le déficit budgétaire est résorbé[4].
- 18 mars : mis en minorité par un vote convergent de la droite et de la gauche (certains députés de droite sont hostiles à la politique d’austérité et à l’intention du gouvernement de nationaliser les chemins de fer), le président du Conseil Marco Minghetti démissionne[4].

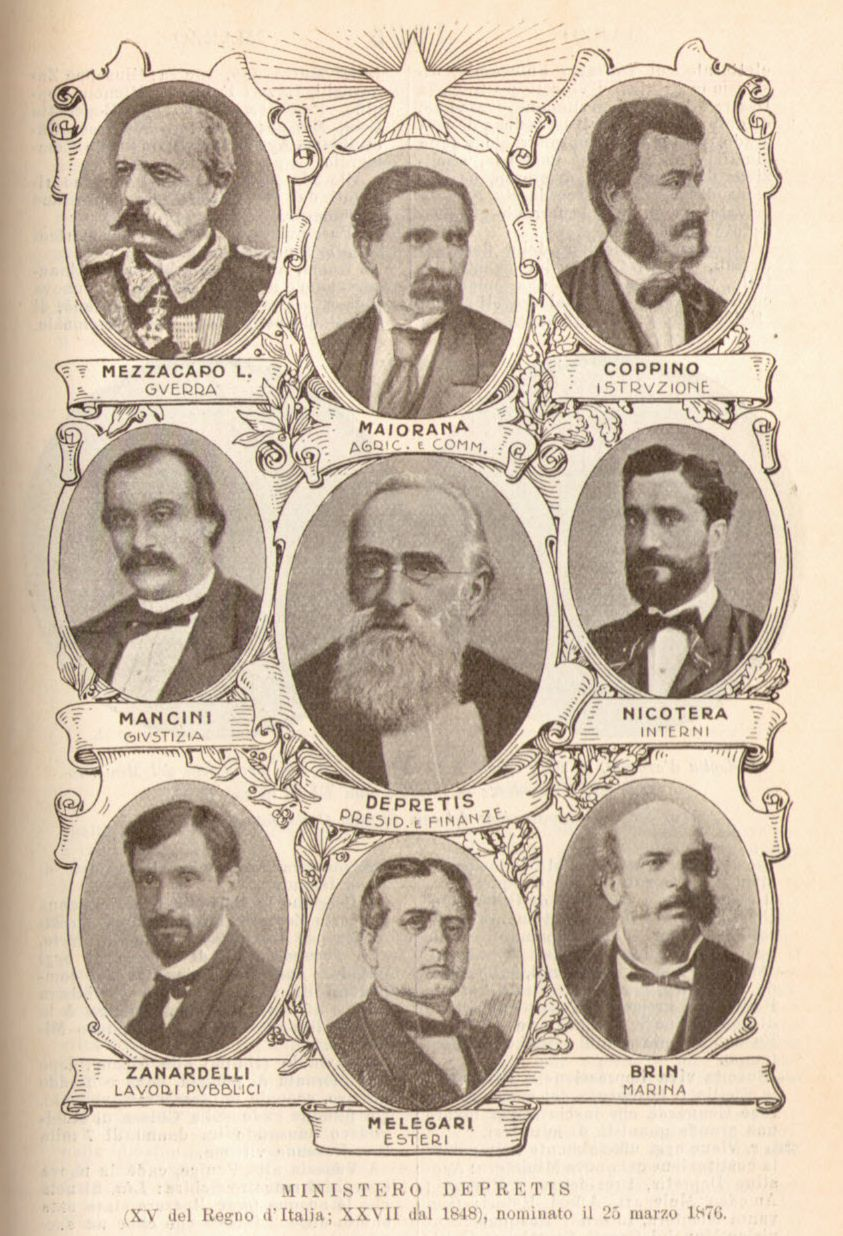
gouvernement Depretis I.

- 25 mars : gouvernement Depretis I[5]. La gauche arrive au pouvoir sous la direction d’Agostino Depretis et y reste plus de trente ans. Une réforme électorale est votée en 1882, amenant le nombre d’électeurs à deux millions. Pour maintenir un bon fonctionnement parlementaire, Depretis, prévoyant l’émergence de nouvelles classes plus agitées et revendicatives, préfère « rassembler des majorités provenant de tout bord » et forme une large coalition (transformisme)[6].

- 25 mai : Paolo Magretti remporte le premier Milan-Turin, la plus ancienne course cycliste sur route italienne[7].

- 7 octobre : Depretis demande au roi la dissolution de la Chambre et de nouvelles élections pour consolider son pouvoir[8].
- 8 octobre : les universités publiques s'ouvrent aux femmes[9].

- 12 novembre : progrès de la gauche aux législatives[10].

- 20 novembre : ouverture de la XIIIe législature du royaume d'Italie[10].
- 16 décembre  : le gouvernement présente au Parlement la loi Coppino sur l’enseignement primaire obligatoire[11].

## Culture

### Opéras créés en 1876
- 8 avril : création de La Gioconda, opéra en quatre actes d'Amilcare Ponchielli, livret d'Arrigo Boito d'après Angelo, tyran de Padoue de Victor Hugo, au Teatro alla Scala de Milan

## Naissances en 1876
- 14 août :
  - Sibilla Aleramo (Rina Faccio), écrivaine et poétesse. († 13 janvier 1960)
  - Luigi Campolonghi, journaliste et écrivain, qui fut l'un des fondateurs de la Ligue italienne des droits de l'homme. († 21 décembre 1944)
- 29 septembre : Pietro Speciale, escrimeur, champion olympique (fleuret par équipe) aux Jeux olympiques de 1920 à Anvers. († 9 novembre 1945)
- 18 décembre : Enrico Guazzoni, réalisateur, décorateur-scénographe pour le cinéma de la période du muet. († 23 septembre 1949)
- 22 décembre : Filippo Tommaso Marinetti, écrivain, fondateur du mouvement futuriste. († 2 décembre 1944)

## Décès en 1876
- 5 janvier : Luigi Zuccoli, 60 ans, peintre de scènes de genre de la vie domestique italienne. († 1815)
- 12 janvier : Enrico Pollastrini, 58 ans, peintre, professeur à l'Académie des beaux-arts de Florence, dont il est nommé directeur en 1867. (° 15 juin 1817)
- 3 février : Gino Capponi, 83 ans, écrivain, historien, connu pour son ouvrage Storia della Repubblica di Firenze (1875) et homme politique, qui fut sénateur du royaume de Sardaigne. (° 13 septembre 1792)
- 5 mars : Francesco Maria Piave, 65 ans, librettiste. (° 18 mai 1810)
- 29 septembre : Giacinto Gigante, 74 ans, peintre, surtout connu pour ses paysages. (° 11 juillet 1806)
- 8 novembre : Antonio Tamburini, 76 ans, chanteur d‘opéra (baryton-basse). (° 28 mars 1800)
- 13 décembre : Carlo Guasco, 63 ans, chanteur lyrique (ténor), créateur des rôles principaux de ténor dans les opéras I Lombardi alla prima crociata, Ernani et Attila de Giuseppe Verdi. (° 16 mars 1813)